# Союз 33
„Союз-33“ е съветски космически кораб, осъществил четвъртия полет от програмата „Интеркосмос“.

## Екипажи

### Основен
- Николай Рукавишников (3) – командир
- Георги Иванов (1) – космонавт-изследовател

### Дублиращ
- Юрий Романенко – командир
- Александър Александров – космоснавт-изследовател

## Параметри на мисията
- Маса: 6860 кг
- Перигей: 198,6 km
- Апогей: 279,2 km
- Наклон на орбитата: 51,63°
- Период: 88,99 мин

## Цели
Основната цел е скачване със станцията „Салют-6“, където се намират Владимир Ляхов и Валерий Рюмин. След това се предвижда изпълнението на 28 научни експеримента, включващи създадените за целта изцяло български системи и прибори „Спектър 15“, „Средец“ и „Пирин“. Съгласно плана, екипажът следва да смени своята капсула с прикачената към станцията капсула от „Союз-32“ и да се приземи с нея.

## Описание на полета
След успешния старт от Байконур в 20:34 московско време, корабът прекарва първото денонощие по план в уточняване на орбитата си и подготовка за сближаване и стиковане със станцията Салют-6. На втория ден започват маневрите по скачването на двата космически апарата. След приближаване на 3 km и установен визуален контакт, внезапно отказва основният двигател на кораба „Союз-33“. Той трябва да работи в продължение на 6 s, но се самоизключва след първите 3 s, а екипажът в станцията „Салют-6“, който наблюдава опита за скачване, вижда искра (според друг източник – пламъци) от главния двигател по посока на резервния при неочакваното изключване. Отказва и системата „Игла“. Последващите три опита за пуск на главния двигател не дават резултат. Изминават 12 часа в почивка за екипажите, докато от земята вземат решение за по-нататъшните действия. Както се очаква, скачването е отменено, за да не аварира по някакъв начин и космическата станция.
Екипажът на „Союз-33“ започва да се приготвя за връщане на Земята. Главният конструктор на кораба Юрий Симеонов взема решение да не се прави трисекундна проба на резервния двигател, а директно да се включи и да се пристъпи към кацане. Резервният двигател сработва, но не се самоизключва след 188 s, както се очаква. Командирът Рукавишников изчаква максимално допустимото допълнително време от 25 s, след което ръчно спира двигателя. В резултат на прекалено силния импулс, капсулата навлиза в атмосферата по балистична крива под много остър ъгъл. При достигане на по-плътните въздушни слоеве ускорението нараства до 10G (98 m/s²) за над две минути. Космонавтите издържат това ускорение благодарение на жестоките наземни тренировки по време на подготовката им.

## Резултати
Причината за аварията остава неизвестна, тъй като модулът с двигателите се отделя от капсулата при навлизането в атмосферата.
Научните експерименти, които не успяват да бъдат извършени от Союз-33, впоследствие биват успешно проведени на станцията от космонавтите Ляхов и Рюмин. Резултатите са предадени на специалистите от БАН.